# Guillermo Saucedo
Guillermo Jorge Saucedo Díaz (Buenos Aires, 23 novembre 1940) è un ex schermidore argentino.

## Biografia
Ha partecipato ai Giochi della XIX Olimpiade di Città del Messico nel 1968 ed ai Giochi della XX Olimpiade di Monaco nel 1972.
Figlio dello schermidore Raúl Saucedo (presente ai Giochi della X Olimpiade di Los Angeles nel 1932, ai Giochi della XI Olimpiade di Berlino nel 1936 ed ai Giochi della XIV Olimpiade di Londra nel 1948), anche il figlio Lucas ha raggiunto risultati di rilievo in questo sport.

## Palmarès
In carriera ha conseguito i seguenti risultati:
- Giochi panamericani:

San Paolo 1963: oro nel fioretto individuele, argento nel fioretto e nella sciabola a squadre, bronzo nella spada a squadre.
Winnipeg 1967: oro nel fioretto individuale ed a squadre.